# Place du Bouffay
Pour les articles homonymes, voir Bouffay.
La place du Bouffay est une voie de Nantes, en France.

## Situation et accès
Située dans le quartier Bouffay, le plus ancien du centre-ville, la place du Bouffay dessert la rue du Bouffay, la rue de la Bâclerie, la rue des Échevins et la rue de l'Ancienne-Monnaie. Elle est pavée et fait partie de la zone piétonnière du Bouffay.

## Origine du nom
Elle porte le nom du château du Bouffay qui était situé à proximité.

## Historique

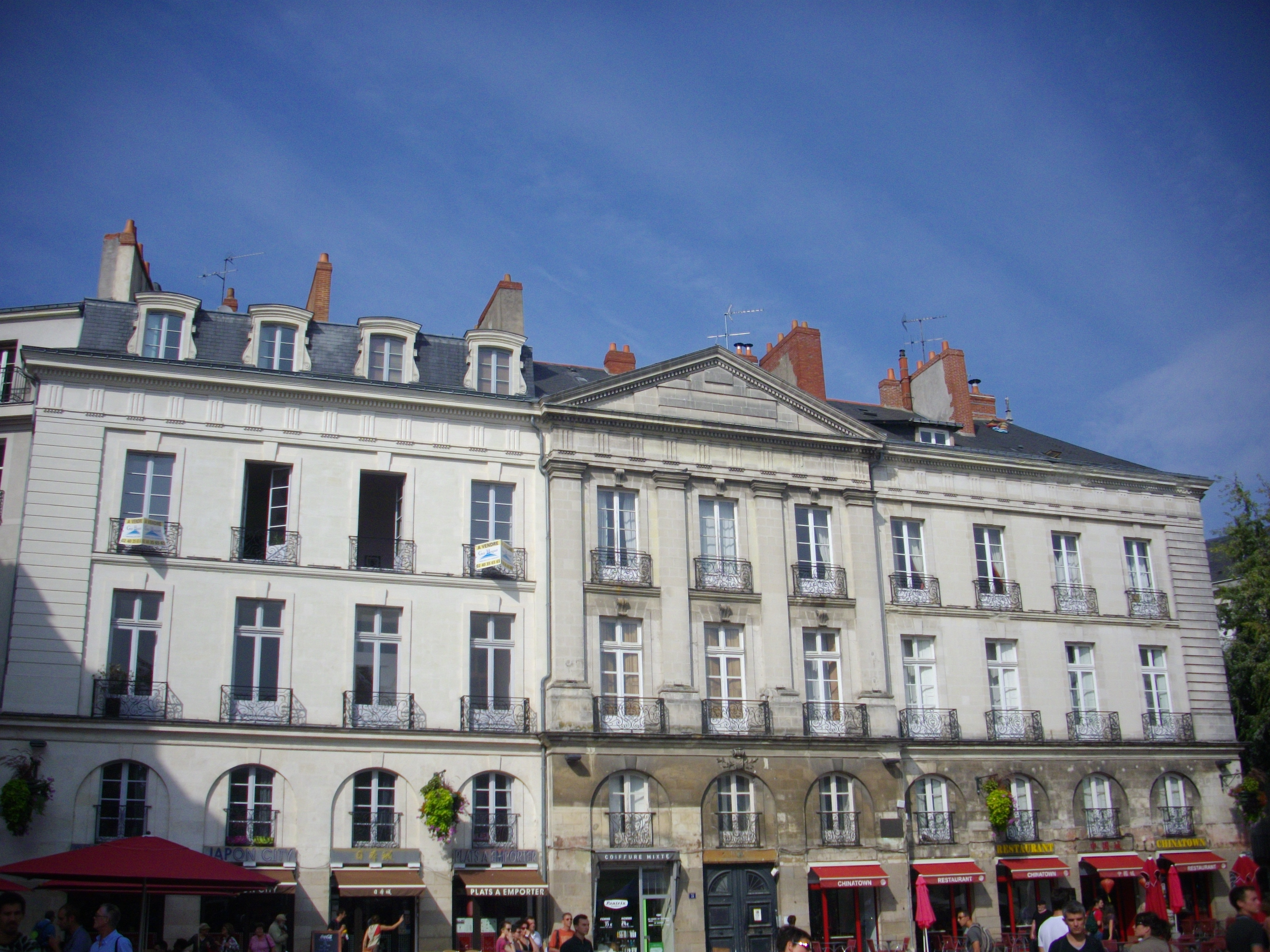
Immeuble central de la place du Bouffay

Elle était bordée naguère sur son côté sud par le rempart de l'ancienne cité médiévale bordant la Loire (espace occupé aujourd'hui par le cours Franklin-Roosevelt) et qui fut démoli entre 1766 et 1780, à laquelle on accédait par un quai (de nos jours, allée de la Tremperie).
Elle fut la place principale de la ville au Moyen Âge, après avoir été ancienne cour du château comtal dit « château du Bouffay » dont les premières fortifications remontent au IIIe siècle qui se trouvait alors sur son côté ouest. 
Après la construction du château des ducs de Bretagne dès le XIVe siècle, celui du Bouffay devint le centre des institutions, tant municipales que judiciaires. Dès lors, son ancienne cour se transforma en place publique. C'est là où se tenaient les exécutions publiques jusqu'à la Révolution. Ainsi, on peut citer notamment la décapitation de Henri de Talleyrand-Périgord en 1626 (protagoniste de la conspiration de Chalais), et celles des principaux acteurs de la Conspiration de Pontcallec en 1720,.
Le château du Bouffay subsista jusqu'aux XVIIIe et XIXe siècles, période durant laquelle les travaux d'urbanisme modifient totalement la physionomie de la place : des immeubles de style classique datant de la fin XVIIIe (aujourd'hui classés aux monuments historiques) se dressent désormais sur les côtés ouest, nord et est. C'est à cette époque, que l’ancien hôtel des Monnaies de Nantes situé à l'angle sud-est est détruit (l'argent y fut frappé jusqu'en 1820).
René Laennec y vit de 1788 à 1793, au 5.

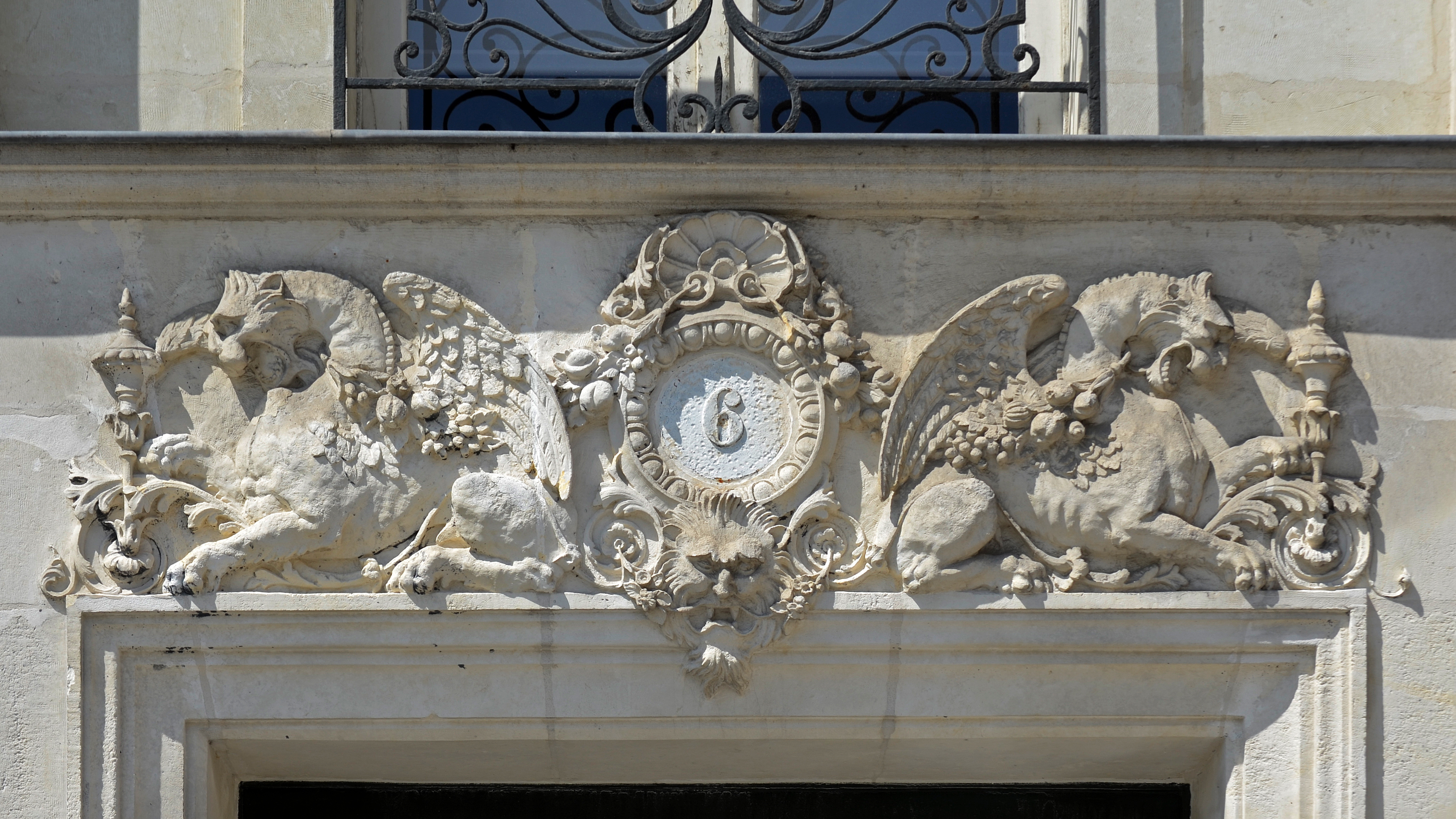
Détail de bas-reliefs en tuffeau

En 1761, l'architecte de la ville, Jean-Baptiste Ceineray, établit le premier plan de réorganisation de la place. Ce projet impose la destruction de tous les bâtiments ne répondant pas à l'alignement souhaité. En 1772, un nouveau plan dressé à l'occasion de la construction des immeubles du quai Flesselles : l'Hôtel des Monnaies de Nantes doit être rasé et reconstruit, avec une façade principale donnant sur la place. À l'ouest de la place, à l'emplacement de l'ancien château, un Présidial doit être bâti, lui aussi avec une façade principale tournée vers les quais. Le bâtiment principal de la place aurait alors été installé sur la partie nord, sous la forme d'un immeuble d'habitation. Si ce bâtiment est bien construit selon les préconisations de Ceineray, l'Hôtel des Monnaies de Nantes et la prison avec sa tour sont encore debout en 1818. En 1817, l'ensemble continu de quais le long de la Loire, projeté par Ceineray, est achevé lorsque le quai devant la place est enfin terminé.

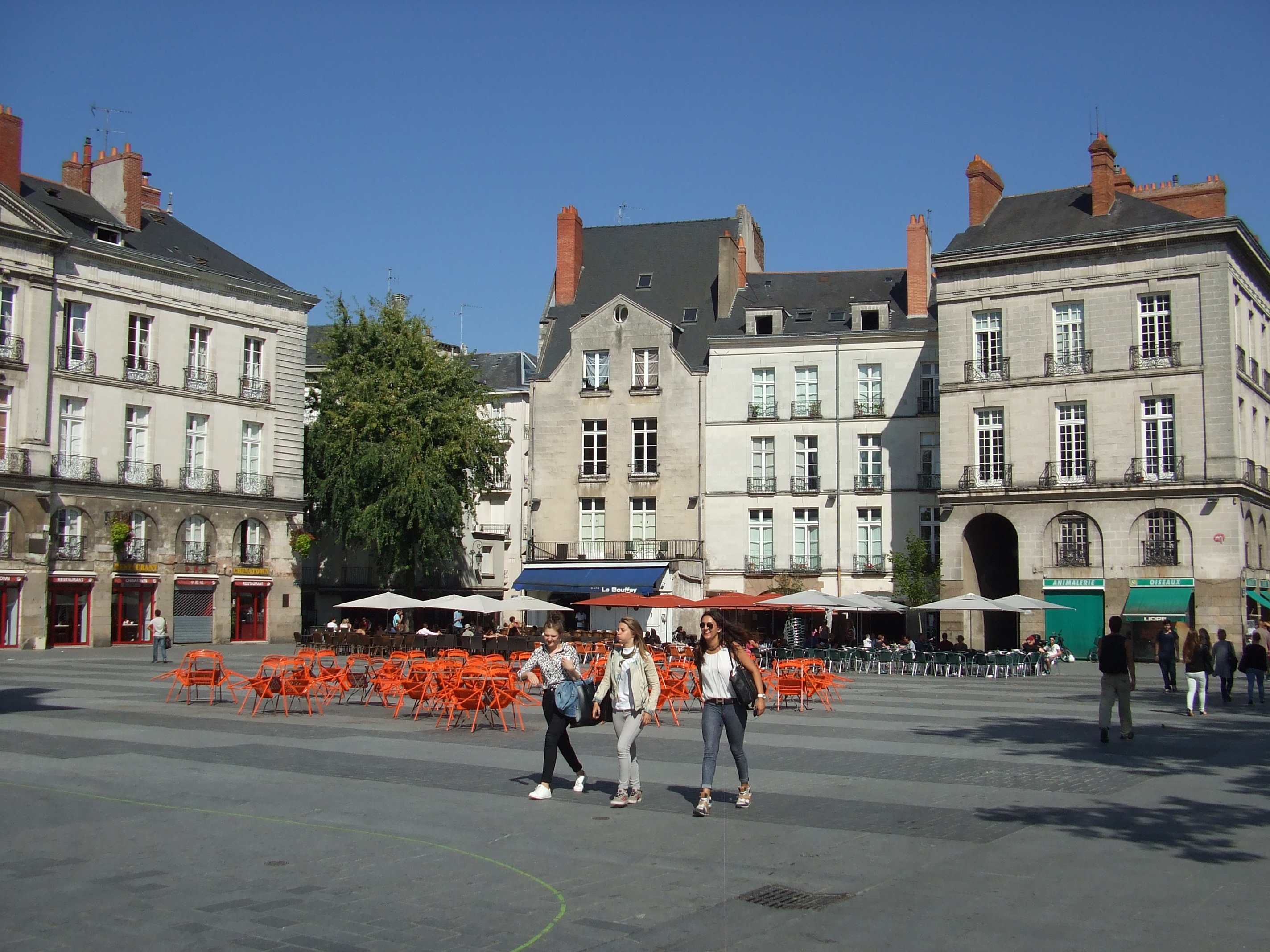
Immeubles de la partie est de la place

Les immeubles sur les côtés est et ouest de la place sont construits après la mort de Ceineray (qui quitte son poste d'architecte de la ville en 1780 et meurt en 1811). Cependant, ils respectent les caractéristiques souhaitées par l'architecte, qui se voit attribuer la conception de la place. Après la destruction de l'ancien château commencée en 1843, et celle du beffroi exécutée en 1848, Joseph-Fleury Chenantais dirige la construction de l'immeuble côté ouest (no 6) entre 1849 et 1853.

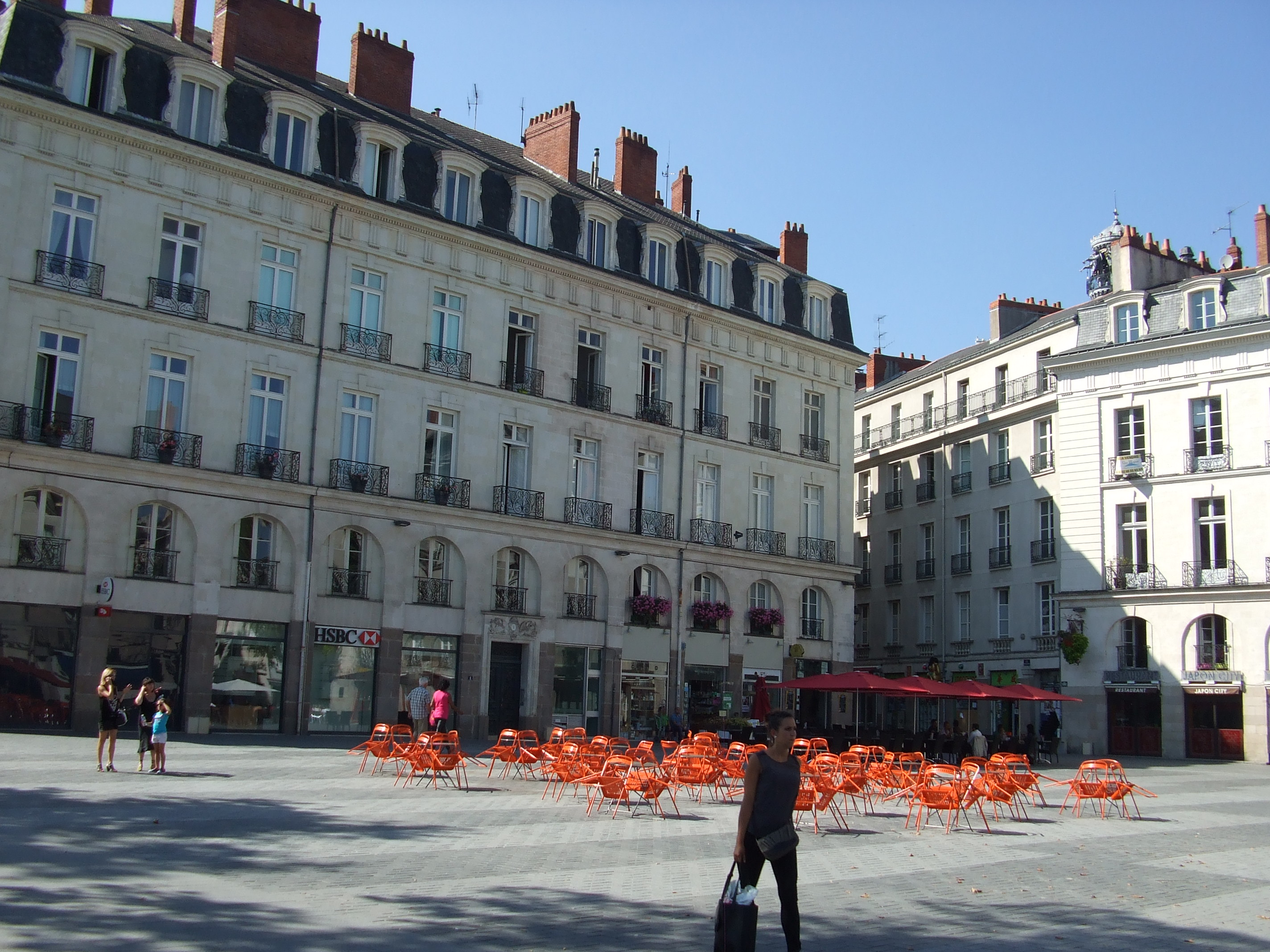
Les terrasses de la place du Bouffay

Aujourd'hui, cet espace est une zone piétonne et commerciale. Jusqu'en 2010, elle fut aussi le lieu d'un marché couvert, mais les travaux d'aménagement du cours Franklin-Roosevelt (concernant également le « Carré Feydeau ») qui entraina son repavage intégral et le démontage des auvents métalliques qui faisaient office de halles accueillant les commerçants depuis 1878 (refaites à l'identique 100 ans plus tard), remettent en cause le maintien de cette activité dans son ancienne configuration qui limite les possibilités d'installation. Cependant la municipalité se donne jusqu'en 2018 pour décider ou non de leur réinstallation sur la place.

## Bâtiments remarquables et lieux de mémoire

### Cinéma
La place du Bouffay apparaît dans une scène du film Une chambre en ville de Jacques Demy, réalisé en 1982.

### Panorama

Vue panoramique de la place du Bouffay